# تومن (جی‌لین)
شهر تومن (به چینی: 图们市) یا دومون (به کره‌ای: 도문시) یک شهر (در سطح شهرستان) در چین است که در ولایت خودمختار یانبیان کره‌ای، استان جی‌لین، کنار رود تومن و روی مزر بین‌المللی با کره شمالی واقع شده‌است. 
در طرف دیگر رود تومن، روستای نام‌یانگ، تابع شهرستان اون‌سونگ، استان هامگیونگ شمالی (کره شمالی) قرار دارد. شهر تومن با یک پل جاده‌ای و یک پل ریلی به کره شمالی متصل است.

## خصوصیات
شهر تومن ۱٬۱۴۰٫۵۰ کیلومتر مربع مساحت و ۸۵٬۲۴۸ نفر جمعیت دارد و ۹۷ متر بالاتر از سطح دریا واقع شده‌است.

## تقسیمات اداری
شهر تومن به ۳ ناحیه و چهار شهرک تابعه تقسیم شده است.
| نام                         | حروف چینی | پین‌یین            | زبان کره‌ای (معیار چینی) | مک‌کیون–ریشاور لاتین‌نویسی اصلاح‌شده | زبان کره‌ای (معیار سئولی) | مک‌کیون–ریشاور لاتین‌نویسی اصلاح‌شده |
| --------------------------- | --------- | ----------------- | ----------------------- | --------------------------------- | ------------------------ | --------------------------------- |
| ناحیه شیانگ‌شانگ / هیانگ‌سانگ | 向上街道  | Xiàngshàng jiēdào | 향상가도                | Hyangsang-kado Hyangsang-gado     | 샹상가도                 | Syangsang-kado Syangsang-gado     |
| ناحیه شین‌هوا                | 新华街道  | Xīnhuá jiēdào     | 신화가도                | Shinhwa-kado Sinhwa-gado          | 신화가도                 | Shinhwa-kado Sinhwa-gado          |
| ناحیه یوئه‌گونگ / وول‌گونگ    | 月宫街道  | Yuègōng jiēdào    | 월궁가도                | Wŏlgung-kado Wolgung-gado         | 웨궁가도                 | Wegung-kado Wegung-gado           |
| شهرک چانگ‌آن / جانگان        | 长安镇    | Cháng'ān zhèn     | 장안진                  | Changan-chin Jangan-jin           | 창안진                   | Ch'angan-chin Changan-jin         |
| شهرک شی‌شیان / سوک‌هیون       | 石峴镇    | Shíxiàn zhèn      | 석현진                  | Sŏk'yŏn-chin Seokyeon-jin         | 스셴진                   | Sŭsyen-chin Seusyen-jin           |
| شهرک لیانگ‌شوی / ریانگسو     | 凉水镇    | Liángshuǐ zhèn    | 량수진                  | Ryangsu-chin Ryangsu-jin          | 양수진                   | Yangsu-chin Yangsu-jin            |
| شهرک یوئه‌چینگ / وول‌چونگ     | 月晴镇    | Yuèqíng zhèn      | 월청진                  | Wŏlch'ŏng-chin Wolcheong-jin      | 웨칭진                   | Wech'ing-chin Weching-jin         |